# Minnesota Vikings 1961
La stagione NFL 1961 coincise con la stagione di debutto dei Minnesota Vikings nella Lega come expansion team. I Vikings, che furono la 14ª squadra in ordine cronologico a far parte della NFL, guidati da Norm Van Brocklin, capo-allenatore anch'egli al debutto (fino alla stagione precedente aveva infatti ricoperto il ruolo di quarterback per i Philadelphia Eagles, ebbero il loro battesimo il 27 dicembre 1960 al Metropolitan Stadium contro i Chicago Bears che riuscirono sorprendentemente a piegare per 37-13 grazie ad una maiuscola prestazione del proprio quarterback, Fran Tarkenton, che passò per 250 yard, lanciò per 4 e corse per 1 touchdown: quarterback titolare era l'ex New York Giants George Shaw, il quale però infortunandosi nel primo quarto lasciò campo libero al giovane Tarkenton che con i numeri sopracitati segnò uno dei debutti più impressionanti nella storia della NFL. Destinati ad entrare nella storia della franchigia anche il kicker Mike Mercer, che con un field goal dalle 12 yards mise a segno i primi punti della franchigia, e Bob Schnelker, che mise a segno il primo touchdown della franchigia su passaggio di 14 yards di Tarkenton. Tuttavia, nel prosieguo della stagione, i Vikings non riuscirono a ripetersi e chiusero l'annata con un record negativo di 3 vittorie e 11 sconfitte, riuscendo a cogliere solo altre due vittorie, una contro i Baltimore Colts e l'altra contro i Los Angeles Rams (entrambe al Metropolitan Stadium), che valse loro il settimo ed ultimo posto nella NFL Western e la conseguente esclusione dai playoff.

## Scelte nel Draft 1961
| Draft NFL 1961   |                  |                  |                    |                   |                       |
| Ordine del Draft | Ordine del Draft | Ordine del Draft | Giocatore          | Ruolo             | College               |
| Giro             | Scelta           | Generale         | Giocatore          | Ruolo             | College               |
| 1                | 1                | 1                | Tommy Mason        | Running back      | Tulane                |
| 2                | 1                | 15               | Rip Hawkins        | Linebacker        | North Carolina        |
| 3                | 1                | 29               | Fran Tarkenton     | Quarterback       | Georgia               |
| 4                | 1                | 43               | Chuck Lamson       | Safety            | Wyoming               |
| 5                | 1                | 57               | Ed Sharockman      | Cornerback        | Pittsburgh            |
| 6                | 1                | 71               | Jerry Burch        | Tight End         | Georgia Tech          |
| 7                | 1                | 85               | Allan Ferrie       | Tight End         | Wagner                |
| 8                | 1                | 99               | Paul Lindquist     | Defensive tackle  | New Hampshire         |
| 9                | 1                | 113              | Dan Sheehan        | Offensive tackle  | Tennessee-Chattanooga |
| 10               | 1                | 127              | Doug Mayberry      | Fullback          | Utah State            |
| 11               | 1                | 141              | Jerry Mays         | Defensive tackle  | Southern Methodist    |
| 12               | 1                | 155              | Steve Stonebreaker | Linebacker        | Detroit               |
| 13               | 1                | 169              | Ray Hayes          | Fullback          | Central State         |
| 14               | 1                | 183              | Ken Petersen       | Offensive lineman | Utah                  |
| 15               | 1                | 197              | Mike Mercer        | Kicker            | Arizona State         |
| 16               | 1                | 211              | Ted Karpowicz      | Running back      | Detroit               |
| 17               | 1                | 225              | Willie Jones       | Fullback          | Purdue                |
| 18               | 1                | 239              | Bob Voigt          | Offensive tackle  | Cal State-Los Angeles |
| 19               | 1                | 253              | Bill Hill          | Fullback          | Presbyterian          |
| 20               | 1                | 267              | Mike McFarland     | Quarterback       | Western Illinois      |

| Expansion Draft NFL 1961 |                                   |                        |                     |
| Giocatore                | Ruolo                             | College                | Provenienza         |
| Grady Alderman           | Guard                             | Detroit Mercy          | Detroit Lions       |
| Tom Barnett              | Running back                      | Purdue                 | Pittsburgh Steelers |
| Byron Beams              | Offensive tackle Defensive tackle | Notre Dame             | Pittsburgh Steelers |
| Ken Beck                 | Defensive tackle                  | Texas A&M              | Green Bay Packers   |
| Bill Bishop              | Defensive tackle                  | North Texas State      | Chicago Bears       |
| Don Boll                 | Offensive tackle                  | Nebraska               | New York Giants     |
| Ed Culpepper             | Defensive tackle                  | Alabama                | St. Louis Cardinals |
| Don Ellersick            | Defensive back                    | Washington State       | Los Angeles Rams    |
| Dick Haley               | Defensive back                    | Pittsburgh             | Washington Redskins |
| Gerry Huth               | Guard                             | Wake Forest            | Philadelphia Eagles |
| Charlie Janerette        | Guard                             | Penn State             | Los Angeles Rams    |
| Gene Johnson             | Defensive back                    | Cincinnati             | Philadelphia Eagles |
| Don Joyce                | Defensive End                     | Tulane                 | Baltimore Colts     |
| Bill Kimber              | Tight end                         | Florida State          | New York Giants     |
| Bill Lapham              | Centro                            | Iowa                   | Philadelphia Eagles |
| Hugh McElhenny           | Running back                      | Washington             | San Francisco 49ers |
| Dave Middleton           | Tight end                         | Auburn                 | Detroit Lions       |
| Jack Morris              | Defensive back                    | Oregon                 | Pittsburgh Steelers |
| Rich Mostardi            | Defensive back                    | Kent State             | Cleveland Browns    |
| Fred Murphy              | Tight end                         | Georgia Tech           | Cleveland Browns    |
| Clancy Osborne           | Linebacker                        | Arizona State          | San Francisco 49ers |
| Dick Pesonen             | Defensive back                    | Minnesota-Duluth       | Green Bay Packers   |
| Mike Rabold              | Guard                             | Indiana                | St. Louis Cardinals |
| Perry Richards           | Tight end                         | Detroit Mercy          | St. Louis Cardinals |
| Bill Roehnelt            | Linebacker                        | Bradley                | Washington Redskins |
| Karl Rubke               | Linebacker                        | USC                    | San Francisco 49ers |
| Gene Selawski            | Offensive tackle                  | Purdue                 | Cleveland Browns    |
| Glenn Shaw               | Fullback                          | Kentucky               | Chicago Bears       |
| Lebron Shields           | Defensive tackle                  | Tennessee              | Baltimore Colts     |
| Zeke Smith               | Linebacker                        | Auburn                 | Baltimore Colts     |
| Jerry Stalcup            | Linebacker                        | Wisconsin              | Los Angeles Rams    |
| Louis Stephens           | Guard                             | San Francisco          | Washington Redskins |
| Charlie Sumner           | Defensive back                    | William & Mary         | Chicago Bears       |
| Dave Whitsell            | Defensive back                    | Indiana                | Detroit Lions       |
| Paul Winslow             | Running back                      | North Carolina Central | Green Bay Packers   |
| Frank Youso              | Offensive tackle                  | Minnesota              | New York Giants     |

## Partite

### Stagione regolare
| Calendario |              |                       |           |                               |            |        |
| Turno      | Data         | Avversario            | Risultato | Punteggio                     | Spettatori | Record |
| 1          | 17 settembre | Chicago Bears         | V 37-13   | Metropolitan Stadium          | 32.236     | 1-0    |
| 2          | 24 settembre | @ Dallas Cowboys      | P 21-7    | Cotton Bowl                   | 20.500     | 1-1    |
| 3          | 1º ottobre   | @ Baltimore Colts     | P 34-33   | Memorial Stadium              | 54.259     | 1-2    |
| 4          | 8 ottobre    | Dallas Cowboys        | P 28-0    | Metropolitan Stadium          | 33.070     | 1-3    |
| 5          | 15 ottobre   | San Francisco 49ers   | P 38-24   | Metropolitan Stadium          | 34.415     | 1-4    |
| 6          | 22 ottobre   | Green Bay Packers     | P 33-7    | Metropolitan Stadium          | 42.007     | 1-5    |
| 7          | 29 ottobre   | @ Green Bay Packers   | P 28-10   | Milwaukee County Stadium      | 44.112     | 1-6    |
| 8          | 5 novembre   | @ Los Angeles Rams    | P 31-17   | Los Angeles Memorial Coliseum | 38.594     | 1-7    |
| 9          | 12 novembre  | Baltimore Colts       | V 28-20   | Metropolitan Stadium          | 38.010     | 2-7    |
| 10         | 19 novembre  | Detroit Lions         | P 37-10   | Metropolitan Stadium          | 32.296     | 2-8    |
| 11         | 26 novembre  | @ San Francisco 49ers | P 38-28   | Kezar Stadium                 | 43.905     | 2-9    |
| 12         | 3 dicembre   | Los Angeles Rams      | V 42-21   | Metropolitan Stadium          | 30.068     | 3-9    |
| 13         | 10 dicembre  | @ Detroit Lions       | P 13-7    | Tiger Stadium                 | 42.655     | 3-10   |
| 14         | 17 dicembre  | @ Chicago Bears       | P 52-35   | Wrigley Field                 | 34.539     | 3-11   |

| Classifica finale della NFL Western Division 1961                                                                        | Classifica finale della NFL Western Division 1961 | Classifica finale della NFL Western Division 1961 | Classifica finale della NFL Western Division 1961 | Classifica finale della NFL Western Division 1961 | Classifica finale della NFL Western Division 1961 | Classifica finale della NFL Western Division 1961 | Classifica finale della NFL Western Division 1961 |
| | V                                                 | P                                                 | N                                                 | PCT                                               | PR                                                | PS                                                | STK                                               |
| --- | ------------------------------------------------- | ------------------------------------------------- | ------------------------------------------------- | ------------------------------------------------- | ------------------------------------------------- | ------------------------------------------------- | ------------------------------------------------- |
| Green Bay Packers | 11                                                | 3                                                 | 0                                                 | .786                                              | 391                                               | 223                                               | V-1                                               |
| Detroit Lions | 8                                                 | 5                                                 | 1                                                 | .615                                              | 270                                               | 258                                               | P-1                                               |
| Chicago Bears | 8                                                 | 6                                                 | 0                                                 | .571                                              | 326                                               | 302                                               | V-2                                               |
| Baltimore Colts | 8                                                 | 6                                                 | 0                                                 | .571                                              | 302                                               | 307                                               | V-1                                               |
| San Francisco 49ers | 7                                                 | 6                                                 | 1                                                 | .538                                              | 346                                               | 272                                               | P-1                                               |
| Los Angeles Rams | 4                                                 | 10                                                | 0                                                 | .286                                              | 263                                               | 333                                               | P-1                                               |
| Minnesota Vikings | 3                                                 | 11                                                | 0                                                 | .214                                              | 285                                               | 407                                               | P-2                                               |
| Legenda: V = Vittorie, P = Sconfitte, N = Pareggi, PCT= Percentuale di vittoria, PR= Punti realizzati, PS = Punti Subiti |                                                   |                                                   |                                                   |                                                   |                                                   |                                                   |                                                   |